# Мистецтво життя
Фонд «Мистецтво життя» — волонтерська, гуманітарно-просвітницька неурядова організація, заснована у 1981 році Раві Шанкаром. Фонд «Мистецтво життя» має осередки в більш ніж в 156 країнах світу. Мистецтво Життя пропонує програми та курси зі зняття стресу та саморозвитку, засновані на техніках дихання, медитації та йозі.

## Організація в світі та Україні

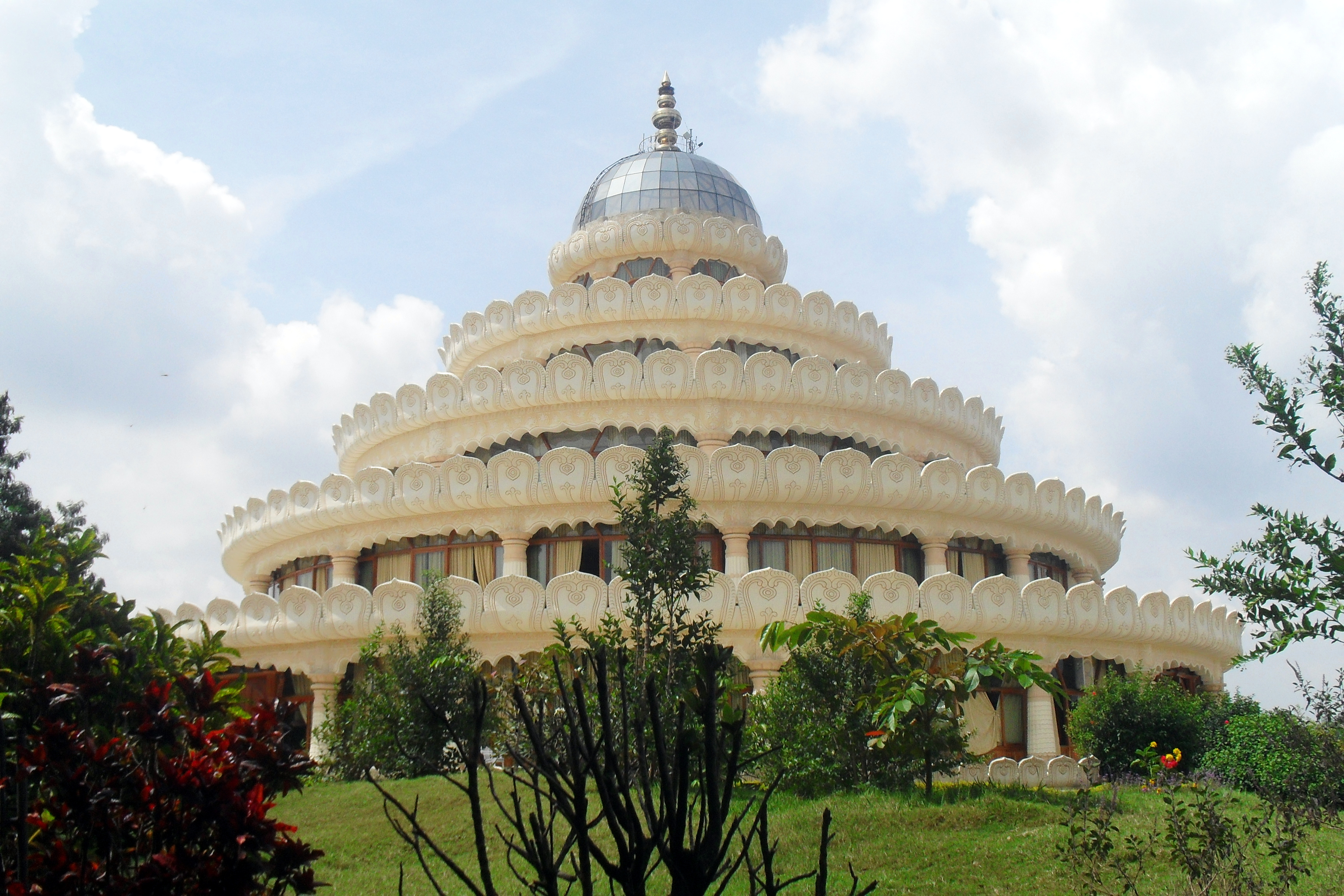
Міжнародний центр Мистецтва життя в Бангалорі (Індія)

Мистецтво Життя — освітня та гуманітарна організація, яка працює в світі з 1981-го року та в Україні з 2005 року. Акредитована як неурядова організація Організації Об'єднаних Націй у 1996 році, також має спеціальний консультативний статус при Економічній і Соціальній Раді ООН.
Більшість керівників фонду Мистецтво Життя, інструкторів та рядових співробітників, — волонтери. Багато програм, курсів та ініціатив безкоштовно проводить партнерська організація — Міжнародна Асоціація Людських Цінностей (International Association for Human Values — IAHV). Український підрозділ International Association for Human Values працює з 2014 року Програми та курси Мистецтва Життя спираються на традиції та практики Адвайта Веданти. Фонд діє як благодійна чи некомерційна організація з відділеннями в багатьох частинах світу.
Організація Мистецтво Життя-Україна була заснована 2005 року, зараз нараховує близько 40 кваліфікованих інструкторів, котрі пройшли міжнародне навчання і отримали сертифікати про право проводження курсів та програм фонду. Щороку проводяться численні курсів та благодійних ініціатив по всій Україні.
Міста, в яких є інструктори Мистецтво Життя (Україна), — Київ, Одеса, Ужгород, Харків, Львів, Краматорськ, Славянськ, Біла Церква, Енергодар, Дружковка.
У березні 2017 року в Києві відбувся круглий стіл у Верховній Раді України з лідером та засновником Мистецтво Життя — Шрі Шрі Раві Шанкаром на тему «Мир в Україні понад усе».

## Програми та курси
Курси та програми зняття стресу та саморозвитку засновані на техніці дихання Сударшан Крія, медитації та йозі. Техніка Сударшан Крія є основною частиною курсів «Мистецтва життя». Програми Мистецтва Життя проводяться для студентів і викладачів, державних службовців, пожежників, колишніх бойовиків, військових, ветеранів та в'язнів.

## Гуманітарні ініціативи
Сфери дфяльності Мистецтва Життя охоплюють ліквідацію наслідків стихійних лих, подолання бідності, реабілітацію ув'язнених, розширення прав і можливостей жінок, кампанії проти вбивства жінок, та екологічну безпеку.

### Місія «Зелена Земля»
2008 року фонд розпочав кампанію «Місія Зелена Земля — встань та дій», метою якої було висадження 100 мільйонів дерев для допомогти зменшення наслідків глобального потепління та захисту навколишнього середовища. Мистецтво Життя діяло у партнерстві з Кампанією тисячоліття ООН та Програмою ООН з навколишнього середовища. 2010 року в Бангладеш фонд взяв участь у ініціативі ООН «Мільярд дерев».

### Проект Відновлення річок
У лютому 2013 року фонд запустив трирічну програму відновлення річки Кумудаваті (у Бангалорі) в рамках кампанії «Волонтері за кращу Індію» разом із громадською владою та екологами з метою вирішення проблем дефіциту питної води Керівник Фонду Мистецтво Життя Раві Шанкар очолив громадський рух в Бангалорі з метою підвищення обізнаності про програму. Впродовж цього проекту до червня 2014 року було відновлено п'ять свердловин для поповнення питної води, споруджено 74 дамби, очищено 18 ступінчастих колодязів та висаджено 2350 саджанців у семи селах.
Подібні ініціативи проводилися для відродження річки Паллар в штаті Андхра-Прадеш, річки Манджра в Махараштрі та річки Ведаваті в штаті Карнатака.

### Всесвітній Фестиваль Культур
У березні 2016 року Фонд «Мистецтво життя» організував Всесвітній Фестиваль Культур в Індії, в якому взяли участь гості з українського осередку Мистецтва Життя.